# 모아울라 FC
모아울라 FC는 사모아의 축구 클럽이다. 현재 사모아 내셔널 리그에 참가하고 있다.

## 역사
모아울라 FC는 모아울라 유나이티드라는 이름으로 처음으로 참가했다고 기록되어 있는 2001 시즌에는 정확한 기록이 남아있지는 않지만, RSSSF에 따르면 10개 팀 중 7~10위 사이를 기록했다고 한다. 이 시즌 이들의 경기 결과는 스트릭랜드 브라더스 레페아에게 2-4 패배, 골드스타 소기 FC에게 1-13 패배를 당했다는 기록과, 중간 순위가 10위였다는 기록만 남아 있다. 그리고 이 시즌 후 2부 리그로 강등당했던 것으로 보인다.
한동안 이 팀의 기록은 남아 있지 않았는데, 2008 시즌부터 기록이 남아 있는 것으로 보아 이 시즌부터 승격한 것으로 보인다. 2008 시즌 첫 경기였던 아디다스 SC와의 경기에서 3-0으로 승리하여, '프레지던트 컵'을 획득하였다. (프레지던트 컵은 챔피언 벨트 같은 일종의 타이틀인데, 이기는 팀이 계속 가지고 있는 방식이고, 최종 라운드까지 이 타이틀을 가지는 팀이 해당 시즌 프레지던트 컵의 우승자가 된다.)
2009-10 시즌에 이들은 사상 첫 리그 우승을 달성했지만, 사모아 컵 결승전에서 키위 FC에게 1-3으로 패배하여 준우승을 달성했다. 다음 시즌인 2010-11 시즌에는 리그 준우승을 달성했지만, 사모아 컵 결승전에서 키위 FC를 5-2로 꺾고 우승을 달성했다. 2012-13 시즌에는 리그 준우승, 2014-15 시즌에는 4위를 기록했다. 2022 시즌에 최하위인 12위를 기록하여, 다음 시즌부터 2부 리그로 내려가게 되었다.

## 기록
- 사모아 내셔널 리그:

- 우승 : 2009-10
- 준우승 : 2010-11, 2012-13

- 사모아 컵:

- 우승 : 2010-11
- 준우승 : 2009-10